# Bensalkoniumklorid
Bensalkoniumklorid (BAC, BAK, BKC, BZK), eller alkyldimetylbensylammoniumklorid (ADBAC) och handelsnamnet Zephiran, är en typ av katjonisk tensid. Den är ett organiskt salt klassificerat som en kvartär ammoniumförening. ADBAC har tre huvudsakliga användningskategorier: som biocid, ett katjoniskt ytaktivt ämne och ett fasöverföringsmedel. ADBAC är en blandning av alkylbensyldimetylammoniumklorider, där alkylgruppen har olika jämna alkylkedjelängder.
Bensalkoniumklorid används bland annat som bakteriedödande ämne i ögondroppar och i rengöringsmedel. Den har ytaktiva egenskaper, löser upp lipidfasen i tårfilmen och ökar läkemedelspenetrationen, vilket gör det till ett användbart hjälpämne, men med risk för att skada ögats yta.

## Bioaktiva medel
Speciellt för dess antimikrobiella aktivitet är bensalkoniumklorid en aktiv ingrediens i många konsumentprodukter:
- Farmaceutiska produkter som ögon-, öron- och näsdroppar eller sprayer, som konserveringsmedel.
- Personliga vårdprodukter som handdesinfektionsmedel, våtservetter, schampon, tvål,[4] deodoranter och kosmetika.[5]
- Hudantiseptika och sårtvättsprayer, såsom Bactine.[6][7]
- Halstabletter[8] och munvatten, som biocid
- Spermiedödande krämer.
- Rengöringsmedel för golv och hårda ytor som desinfektionsmedel, såsom Lysol och Dettol antibakteriell spray och våtservetter.
- Algbekämpningsmedel för röjning av alger, mossa, lavar från stigar, takpannor, simbassänger, murverk med mera.
- Bensalkoniumklorid används också i många icke-konsumentprocesser och produkter, såsom en aktiv ingrediens vid kirurgisk desinfektion och en omfattande användning i industriella tillämpningar.[9]

### Medicin
Bensalkoniumklorid är ett ofta använt konserveringsmedel i ögondroppar där typiska koncentration sträcker sig från 0,004 till 0,01 procent. Starkare koncentrationer kan vara frätande och orsaka irreversibel skada på hornhinneendotelet. Undvikande av bensalkoniumkloridlösningar då kontaktlinser är applicerade diskuteras dock i litteraturen.
På grund av dess antimikrobiella aktivitet när de appliceras på huden, har vissa aktuella läkemedel mot acne vulgaris bensalkoniumklorid tillsatt för att öka produkternas effektivitet eller hållbarhet.
Bensalkoniumklorid har också visat sig vara en spermiedödande medel. I Ryssland och Kina används bensalkoniumklorid som preventivmedel. Tabletter sätts in vaginalt, eller en gel appliceras, vilket resulterar i lokalt spermiedödande preventivmedel. Det är dock inte en helt pålitlig metod och kan orsaka irritation.